# Детектив Найт: Искупление
«Детектив Найт: Искупление» (англ. Detective Knight: Redemption) — американский боевик Эдварда Дрейка. Является продолжением фильма «Детектив Найт: Мерзавец». Фильм был выпущен компанией «Lionsgate» в ограниченном количестве кинотеатров и также видео по запросу 9 декабря 2022 года. На DVD и Blu-ray фильм вышел 17 января 2023 года. Цифровой релиз в России состоялся 9 июня 2023 года.

## Сюжет
После событий первого фильма детектив Джеймс Найт оказывается в тюрьме за убийства Винна и Бригга. Во время рождественского сезона Найт оказывается в эпицентре побега из тюрьмы, возглавляемого жестоким фанатиком по имени Рикки Конлан и его командой. Найт  заключает сделку по уничтожению террористов в обмен на своё восстановление в должности. Поскольку приспешники террориста терроризируют город Нью-Йорк, Найт должен добиться справедливости.

## В ролях
| Актёр           | Роль              |
| --------------- | ----------------- |
| Брюс Уиллис     | Джеймс Найт       |
| Лохлин Манро    | Эрик Фитцджеральд |
| Миранда Эдвардс | Анна Ши           |
| Бо Мирчофф      | Кейси Роудс       |
| Кори Лардж      | Мерсер            |
| Майкл Эклунд    | Винна             |
| Джимми Жан-Луи  | Годвин Санго      |
| Хантер Дэйли    | Лили              |
| Элис Комер      | Клара             |
| Пол Йоханссон   | Рики Конлан       |
| Коуди Кирсли    | Дэйджон           |
| Джон Кассини    | Мэр Вассетти      |

## Производство
В октябре 2021 года Брюс Уиллис подписал контракт на главную роль в боевике под рабочим названием (англ. Christmas Knight; «Рождественский рыцарь») сценариста и режиссёра Эдварда Джона Дрейка для совместного производства с Детектив Найт: Независимость в Ванкувере, Канада с 17 ноября по 14 декабря 2021 года. Съёмки завершились к 9 января 2022 года, в то время как было подтверждено, что Тревор Гретцки повторил свою роль в обоих фильмах. К сентябрю 2022 года «Рождественский рыцарь» был переименован в «Детектив Найт: Искупление», а дата выхода назначена на 9 декабря 2022 года.